# Фотобудка

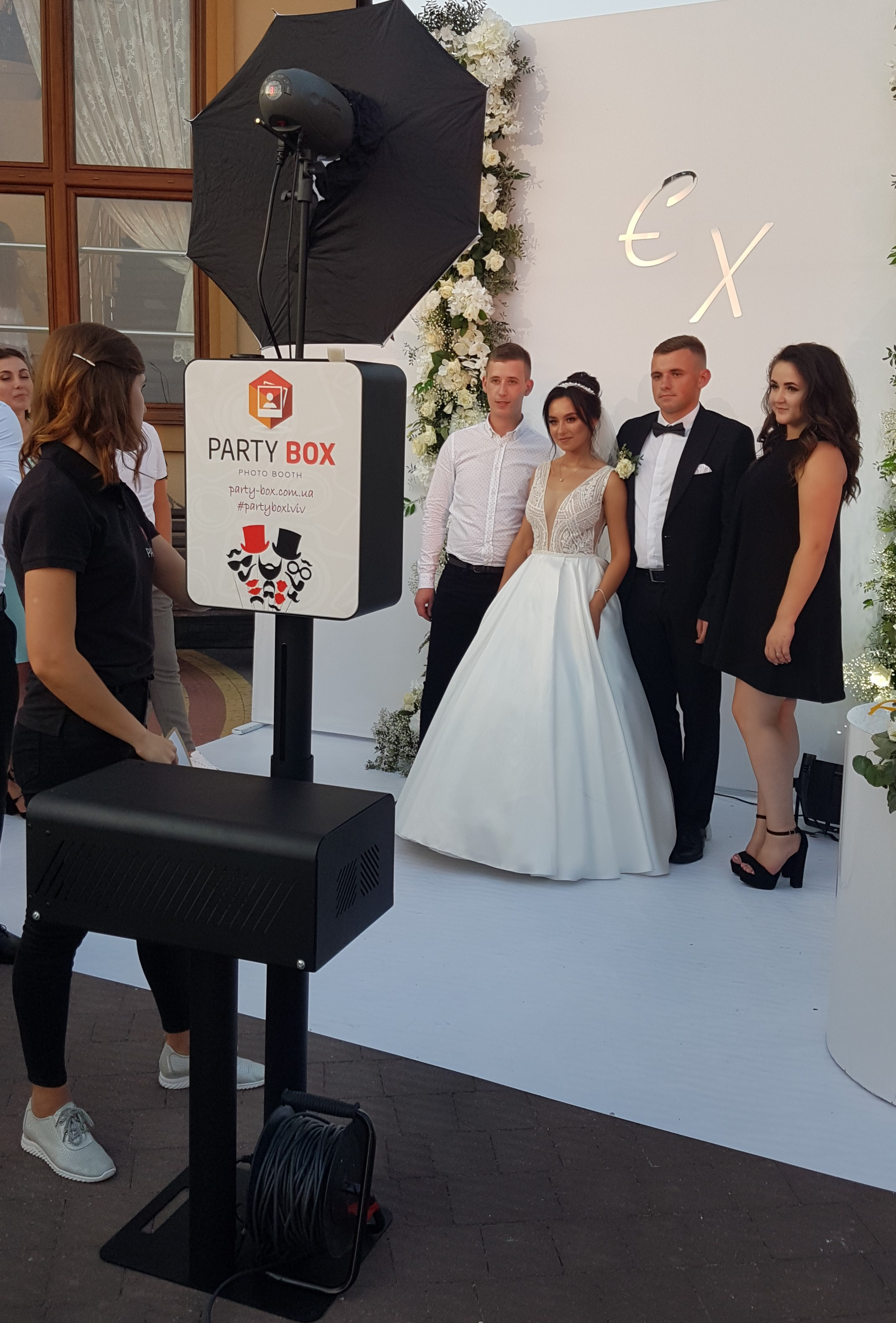
Фотобокс у роботі

Фотокабіна, фотобокс, інстабокс, фотобудка — пристрій, що автоматично фотографує та друкує фотографії. 
Скромний початок 
Концепція автоматизованої фотографії простягається далі, ніж ви думаєте. У 1888 році було подано перший патент на автономну фотомашину, хоча історики вважають, що вона ніколи не була фізично створена. До 1889 року французький винахідник Т.Е. Enjalbert, дебютував монетний фотоапарат на Всесвітній виставці в Парижі. Незважаючи на функціональність, його результати залишали бажати кращого та не вразили аудиторію. Приблизно в той же час було запатентовано «Автофото», для роботи якого потрібна ціла кімната і невелика команда. У 1912 році з'явилася більш компактна конструкція — автоматична фотомашина Ештона-Вольфа. Патрони сиділи перед громіздким пристроєм, схожим на коробку, знімали їхній портрет і чекали чотири хвилини, поки їхнє зображення проявиться. Незважаючи на те, що перші моделі були багатообіцяючими, вони були далекі від елегантних, зручних кабінок, які ми знаємо сьогодні.
Раніше використовувався як різновид вендінгової машини (здебільшого у ТЦ). Має вигляд кабіни з ширмою із кріслом. До появи цифрових знімків фотоавтомати були найшвидшим способом отримати знімок на фокументи за короткий час. Оскільки у процесі не бере участь фотограф, як розвага, автомат став популярним  для створення неформальних селфі.
Сьогодні фотобудка стала мобільною, її часто використовують на різних заходах: весіллях, форумах, святкуваннях дня  народження, ювілеях, конфренціях, спортивних подіях тощо. Перевагою є те, що, окрім цифрових знімків, люди отримують надруковане фото, що зараз стає дедалі більшою рідкістю. Як правило, фотографії брендують: додають дату, імена наречених, логотип компанії, напис.
Фотографії, що зроблені за допомогою фотобудки, інші, порівняно з тими, які робить фотограф. Фотограф знімає з різних ракурсів, й інколи люди не знають, як позувати краще, щоб подобатися собі на фото. Натомість під час зйомки на фотобудку можна одразу бачити себе на екрані і позувати так, як тобі до вподоби. Тут можна відчути себе більш розкуто.
Формат фотографій
Фотобокс дає можливість друкувати знімки розміром 10*15, фотосмужки 5*15, які вважаються найбільш поширеними форматами. У деяких випадках є можливість додаткових пропорцій: 15*20.
Фотобутафорія
Фотобутафорія - це додаткові аксесуари, які роблять фото веселішими (вуса, губи, окуляри, вушка тощо). Багато компаній створюють свою власну брендовану бутафорію. Популярними є хеш-теги з деревини. 
Інстабокс
Інстапринтер - це дещо інша послуга. Тут люди не фотографуються за допомогою фотобудки. Вони роблять фото самостійно, створюють пости в Instagram з відповідним хеш-тегом, після чого такий знімок іде на друк.
Доречно використовувати, коли потрібно "розкрутити" бренд.
Також варто зауважити, що люди  викладають фото з вашим хеш-тегом тоді, коли воно їм подобається. Тому красива фотозона - це чудовий стимул для заохочення.
1. ↑  Походження фотозони.